# P/2018 L4 (PANSTARRS)
P/2018 L4 (PANSTARRS) — короткоперіодична комета сімейства Юпітера. Відкрита 8 червня 2018 року; була 21.0m на час відкриття.